# Xavier Fiard
Pour les articles homonymes, voir Fiard.
Pas d'image ? Cliquez ici

a Compétitions nationales et continentales officielles uniquement.

Dernière mise à jour le 30 septembre 2011.
Xavier Fiard, né le 6 avril 1978, est un joueur français de rugby à XV qui joue au poste de pilier. Il  a joué de 2002 à 2014 avec le club du Lyon olympique universitaire. À la fin de la saison 2013-2014, il annonce prendre sa retraite.
Fidèle au club où il a fait sa carrière, il tient aujourd'hui la Brasserie du LOU, située dans l'enceinte même de son ancien club, au Matmut Stadium de Venissieux.

## Carrière
- 2001-2002 : CS Bourgoin-Jallieu (Top 16)
- 2002-2014 : Lyon olympique universitaire (Pro D2 et Top 14)

- 24/03/2013 300e match sous les couleurs du LOU

## Palmarès
- Champion de France de Pro D2 : 2011, 2014